# Símbols de Morelia
Els símbols de la ciutat de Morelia són l'emblema representatiu d'aquest municipi de l'estat de Michoacán.

## Escut

Escut de Morelia.

L'escut d'armes del municipi de Morelia està conformat per tres casernes de camps d'or, cadascun amb un rei vestits de porpra amb un ceptre a les mans. A la part superior o timbre porta una corona real amb trascols de pedreria blava, vermelles i verdes ia les orles porta fullatge de negre i or amb trascols.

### Història
Es pensa que les tres persones coronades representen Carlos V, el seu germà Maximiliano i fill Felip II, la memòria del qual es va voler conservar dins l'escut de la ciutat de Valladolid, de la província de Michoacán.

## Bandera
La bandera de Morelia, oficialment bandera del municipi de Morelia és un dels símbols de la ciutat de Morelia juntament amb l'escut de Morelia. Es tracta d'una bandera derivada de l'escut heràldic i està formada per dues bandes horitzontals d'igual amplada, groga la superior i vermella la inferior. Quan es penja en vertical la franja groga ha de quedar al costat esquerre de l'espectador.

### Història

Bandera de la Província de Michoacán (1537–1625)
Bandera de Valladolid (1625-1991)